# Evansville (Minnesota)
Evansville é uma cidade localizada no estado americano de Minnesota, no Condado de Douglas.

## Demografia
Segundo o censo americano de 2000, a sua população era de 566 habitantes.
Em 2006, foi estimada uma população de 564, um decréscimo de 2 (-0.4%).

## Geografia
De acordo com o United States Census Bureau tem uma área de
1,8 km², dos quais 1,8 km² cobertos por terra e 0,0 km² cobertos por água. Evansville localiza-se a aproximadamente 387 m acima do nível do mar.

## Localidades na vizinhança
O diagrama seguinte representa as localidades num raio de 20 km ao redor de Evansville.